# Жеребцов Володимир Володимирович
Володи́мир Володи́мирович Жеребцо́в — солдат Збройних Сил України, учасник російсько-української війни.

## Короткий життєпис
Проживав у місті Тернівка, працював у ДТЕК ШУ «Павлоградське». У 1997 році почав працювати у вугільній галузі електрослюсарем: на дільниці автоматизації, зв'язку та інформаційних технологій ДТЕК Павлоградвугілля, майже 11 років очолював раду бригади дільниці. Мобілізований 4 квітня 2014 року. У часі війни — номер обслуги, 93-тя окрема механізована бригада.
5 грудня 2014 року загинув під час обстрілу, який вели терористи, поблизу селища Піски Ясинуватського району. Тоді ж полягли майор Сергій Рибченко, молодший сержант Андрій Михайленко, старший солдат Роман Нітченко, солдати Сергій Шилов та Євген Капітоненко.
Без Володимира залишились батьки. Похований у Тернівці.

## Нагороди та вшанування
- Указом Президента України № 473/2015 від 13 серпня 2015 року, «за особисту мужність і високий професіоналізм, виявлені у захисті державного суверенітету та територіальної цілісності України, вірність військовій присязі», нагороджений орденом «За мужність» III ступеня (посмертно)[1].
- У Тернівці відкрито стелу пам'яті загиблих українських вояків, на ній викарбувані такі імена: Тарасов Дмитро Іванович, Подорожний Сергій Володимирович, Жеребцов Володимир Володимирович, Попов Олександр Олександрович[2].
- Вшановується в меморіальному комплексі «Зала пам'яті», в щоденному ранковому церемоніалі 5 грудня[3][4].